# Michail Jurjevič Lermontov

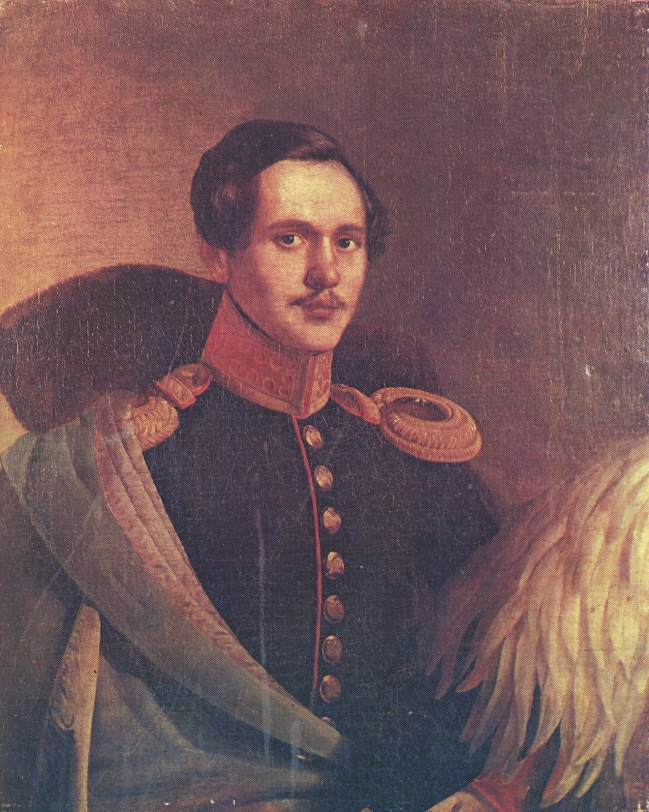
Michail Lermontov v roce 1834

Michail Jurjevič Lermontov (rusky Михаил Юрьевич Лермонтов; 15. října 1814 – 27. července 1841) byl ruský básník, prozaik, dramatik, představitel romantismu.

## Život

### Původ a dětství
Lermontov se narodil v Moskvě. Jeho otec, Jurij Petrovič Lermontov, byl chudý vojenský důstojník. Z otcovy strany měl skotské předky. Jeden z nich, voják a dobrodruh George Learmont, se do Ruska dostal začátkem 17. století jako zajatec a později vstoupil do služby cara Michaila Fjodoroviče. Přijal pravoslavnou víru a stal se zakladatelem ruského šlechtického rodu Lermontovů. Ve svých mladických představách ho Lermontov spojoval s pradávným skotským bardem a prorokem Thomasem Learmonthem, zvaným Thomas the Rhymer (Veršotepec). Tuto svou představu vtělil do básně Přání (Желание) z roku 1831. Jeho další představou bylo, že je potomkem kastilského šlechtice, vévody Franceska Goméze z Lermy. Napsal o tom v roce 1830 veršované drama o pěti jednáních Španělé (Испанцы) a namaloval podobiznu domnělého předka.
Matka pocházela z bohaté aristokratické rodiny Arseňjevových a za armádního kapitána Jurije Lermontova se provdala v šestnácti letech. Po svatbě se Lermontovovi usadili na panství ve vesnici Tarchany v gubernii Penza. Před porodem odjeli do Moskvy, aby mladá matka měla zajištěnou kvalitní lékařskou péči. Michail Lermontov se narodil v noci ze 14. na 15. října 1814, o týden později byl pokřtěn v kostele Tří Svatých u Rudé brány. Kmotrou mu byla jeho babička Jelizaveta Arseňjevová, energická žena, která po smrti svého manžela vedla rodinné hospodářství.
Matka zemřela roku 1817, tři roky po jeho narození. Po smrti své ženy otec předal syna do výchovy bohaté babičce. V novém domově byl Michail ohniskem rodinných hádek mezi babičkou a otcem, který se nesměl na výchově svého syna podílet.
Dětství strávil na panství v Tarchany, kde byl obklopen láskou a péčí. Měl chatrné zdraví a babička nešetřila penězi na jeho léčbu a výchovu. Lermontovovo vzdělání zpočátku měli v rukou nepříliš kvalitní soukromí učitelé a on své znalosti čerpal především z bohaté místní knihovny. Kvůli nemoci mízních uzlin (scrofula) se nemohl věnovat dětským zábavám, pocity osamění a smutku se odrazily v jeho budoucí poezii. S babičkou několikrát pobýval v lázních a u příbuzných na Kavkaze, kde také prožil první citové pohnutí ze setkání s malou dívkou, které v něm zanechalo vzpomínku na celý život. Kavkazská tematika je přítomná již v rané Lermontovově lyrice i v řadě jeho skladeb lyricko-epických. Básníkovy sympatie k horalům bojujícím za zachování nezávislosti své země jsou patrné již z veršů napsaných v šestnácti letech. 

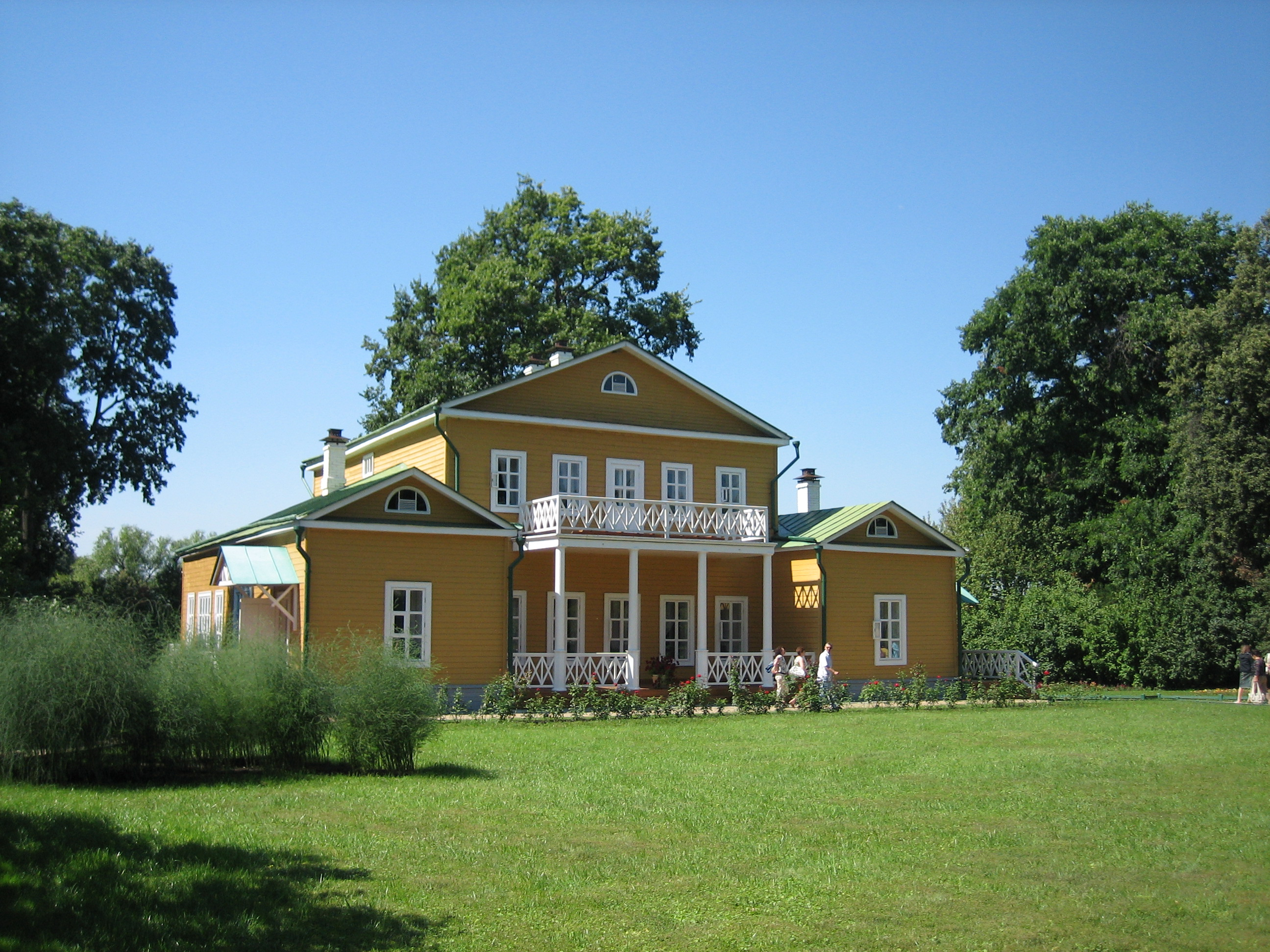
Tarchany - dům, kde Lermontov prožil dětství

### Studium v Moskvě a Petrohradě
Ve čtrnácti letech nastoupil do moskevské internátní školy pro chlapce z aristokratických rodin. Naučil se čtyři cizí jazyky (francouzština, angličtina, němčina a latina), hrál na čtyři hudební nástroje (kytara, housle, violoncello a klavír), dobře zpíval a tančil, rád maloval a byl výborným šachistou.  Věnoval se hlavně literatuře, oblíbil si Schillera a Shakespeara. Ve školním časopise Úl se objevily jeho první básně. V roce 1830 z internátu odešel. Přes nesouhlas babičky udržoval časté kontakty se svým otcem. Vyhrocené rodinné vztahy se odrazily v jeho rané tvorbě, dramatech Menschen und Leidenschaften (Lidé a vášně, 1830) a Divný člověk (1831), nedokončené próze Příběh a básních (Hrozný osud otce a syna..., Saša, 1831). Do roku 1829 patří první verze poémy Démon (Демон) a báseň Monolog, v níž se objevuje hluboká  básníkova deprese, způsobená celkovým ovzduším v Rusku, ale i v prostředí hádek mezi babičkou a otcem.
V letech 1830 a 1831 Lermontov pobýval v letních měsících u příbuzných v Serednikovu nedaleko Moskvy, kde se nešťastně zamiloval do mladé šlechtičny Jekatěriny Suškovové. Neuspěl ani ve vztahu k dalším dívkám (Varvara Lopuchinová a Natalie Ivanovová). Milostné city se promítaly do jeho básní, v nichž se hlavním tématem stává zrada a nevěra. Lyrický hrdina prožívá protichůdnou škálu pocitů: něha a vášeň bojují s vrozenou hrdostí a láskou ke svobodě. Některé z básní si básník sám zhudebnil. V té době se Lermotovova pozornost zaměřila na osobnost a poezii romantického básníka lorda Byrona.
V září 1830 šel studovat na Moskevskou univerzitu. Tam se věnoval etice, politologii a později také literatuře. Bydlel v domě své babičky a vedl rušný společenský život, často navštěvoval moskevské salony, plesy, maškarády. Více než studiu se věnoval literární tvorbě, především poezii. V červnu 1832 musel univerzitu opustit, údajně kvůli účasti na petici studentů proti jednomu z profesorů. Neúspěšně se pokusil přejít na univerzitu do Petrohradu a pod vlivem svých příbuzných vstoupil do školy pro důstojníky jezdectva. V roce 1834 absolvoval s nejnižší důstojnickou hodností a byl povolán ve stejném městě k regimentu husarů imperiální stráže.
Ze své pozice u husarů Lermontov pozoroval společenský život boháčů. Byl zanícen pro psaní. Roku 1832 měl již napsáno 200 lyrických básní, 10 delších básní a tři hry. V jeho básních (burleskách) psaných pro pobavení kadetů se objevila erotika a smyslnost včetně obscénních slov. Dosavadní Lermontovova tvorba byla známa pouze v úzkém okruhu přátel, on sám si nepřál, aby jeho básně byly publikovány v tisku. V roce 1835 se jako první bez jeho vědomí v tisku objevila skladba Chadži Abrek (Хаджи-Абрек). Obrat nastal počátkem roku 1837, kdy se dozvěděl podrobnosti o Puškinově souboji a smrti.

### Vyhnanství a smrt v souboji
Roku 1837 Lermontov získal širšího uznání jako spisovatel. Po smrti Alexandra Puškina publikoval elegii Smrt básníka (Смерть поэта), v níž podal nový pohled na okolnosti souboje. Tato báseň byla nadšeně přijata v liberálních kruzích, kolovala v četných opisech. Lermontov dodatečně připsal na závěr jednu sloku útočící přímo na carský dvůr, který činil odpovědným za Puškinovu smrt. Následovalo zatčení a soud, ale po přímluvě babičky a vlivných známých byl Lermontov z trestu převelen do nižněgorodského dragounského pluku působícího na Kavkaze. Několik měsíců strávil v Tbilisi, seznámil se s východními tradicemi, folklórem, hodně cestoval a učil se turecky. Věnoval se také malování, z této doby pochází několik jeho obrazů s námětem krajin a bitev.  Díky vlivu jeho babičky mu však byl umožněn návrat do Petrohradu. Jeho postoj k tehdejším státním záležitostem se však nijak nezměnil. V Petrohradě vstoupil do kruhu Puškinových přátel a často publikoval své verše i krátké prózy v literárním časopise Vlastenecké poznámky (Отечественные записки). V této době se Lermontov stal jedním z nejpopulárnějších spisovatelů v Rusku. V letech 1838–1840 napsal řadu příběhů, později shromážděných pod názvem Hrdina naší doby(Герой нашего времени).
V únoru 1840 se na plese Lermontov dostal do sporu se synem francouzského velvyslance Ernestem Barantem, který skončil výzvou na souboj. I když oba účastníci zůstali nezraněni, Lermontov byl postaven před vojenský soud a znovu převelen na Kavkaz, tentokrát k Černému moři. Na carův příkaz byl tentokrát zapojen do bojů v první linii kavkazské války. Za hrdinství v bitvě u řeky Valeriku v létě 1840 byl poslán na dovolenou do Petrohradu. Tehdy napsal Lermontov báseň Valerik (Валерик), o řece mrtvých, a také bitvu namaloval. 

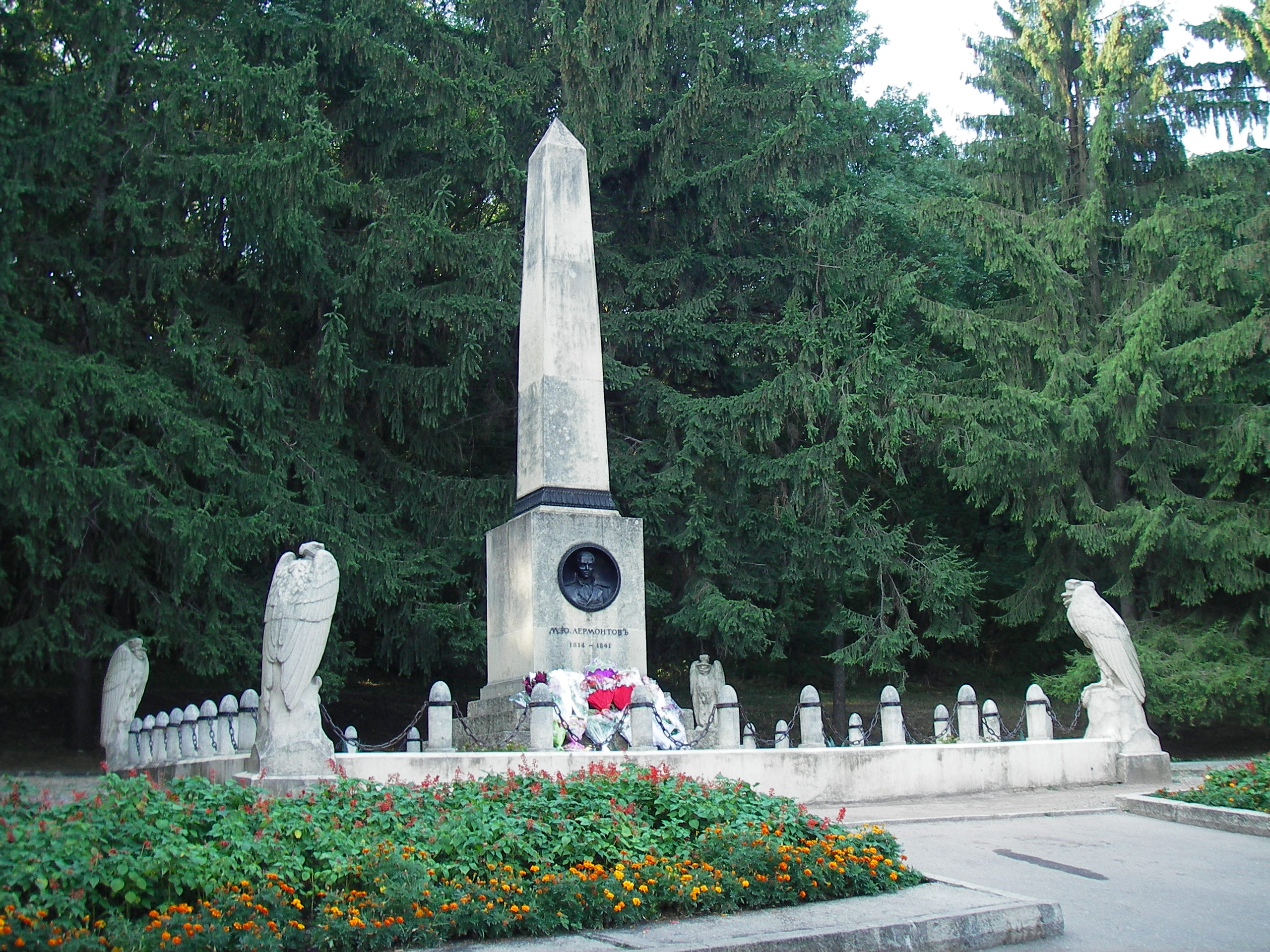
místo Lermontovova souboje v Pjatigorsku na úpatí hory Mašuk

Na jaře 1841 se při návratu z dovolené setkal v Pjatigorsku se svým bývalým spolužákem z vojenské školy majorem Nikolajem Martynovem. Vznikly mezi nimi neshody, které vyvrcholily soubojem, při němž byl 27. července 1841 Lermontov zabit střelou do hrudi. O pár minut později se nad vrcholem hory Mašuk rozpoutala prudká bouře. Byl pohřben na místním hřbitově, ale na babiččinu žádost car později povolil převoz ostatků do Tarchany. Začátkem května 1842 byla rakev uložena v rodinné kapli vedle matky a dědečka. Místo souboje na úpatí hory Mašuk připomíná památník z roku 1915.  
Básníkova smrt byla v minulosti předmětem mnoha dohadů a spekulací s politickým a proticarským vyzněním. Hovořilo se, že na ní měl zájem samotný car a Martynov souboj záměrně vyprovokoval na jeho pokyn.  Za nové politické situace v Rusku se okolnosti Lermontovovy smrti staly opět předmětem podrobného výzkumu. Jeho výsledkem je jednoznačné zjištění, že nešlo o politický komplot, tím méně pak o plnění tajného carova příkazu.
Popularitu získal hlavně po revoluci roku 1917, protože jeho báseň Předpověď (Предсказание) z roku 1830 říká: "Rok přijde zlý, ó Rusko, v příští tvém, kdy s hlavy carů sletí diadém, kdy luzy láska k nim se změní v hněv, kdy stravou mnohých bude smrt a krev."

## Dílo
Lermontovovo dílo kombinuje občanské, filozofické a osobní motivy, které splňovaly naléhavé potřeby duchovního života ruské společnosti. Znamenalo nový rozkvět ruské literatury a mělo velký vliv na nejvýznamnější ruské spisovatele a básníky 19. a 20. století. Lermontovova díla získala velký ohlas ve výtvarném umění, divadle i filmu. Jeho básně se staly zdrojem pro hudební tvorbu (Chačaturjan, Rubinštejn, Glinka) a z některých vznikly lidové písně.
Do první etapy Lermontovovy tvorby (1828–1836) lze zařadit více než 300 žánrově různorodých básní s převažující tematikou filozofickou, politickou a milostnou, 17 poém většinou inspirovaných Puškinem a Byronem, 3 dramata a nedokončený historický román Vadim (Вадим).  Mají autobiografický charakter, vychází z vlastní sebeanalýzy a odráží se v nich kritické vidění mezilidských vztahů a konflikt jedince s okolním světem. Toto období završuje drama Maškaráda (Mаскарад, 1836), jehož první uvedení cenzura povolila až roku 1862. Točí se okolo ztraceného náramku, pochybných osobností a závisti. Na konci je věrná žena otrávena zmrzlinou od svého muže.
Druhá etapa začíná rokem 1837 po napsání elegie Smrt básníka (Смерть поэта), která se stala příčinou jeho odchodu do vyhnanství. Pobyt na Kavkaze měl velký vliv na jeho kreativitu. Pod dojmem kavkazské přírody a místních lidí se změnilo básníkovo vnímání světa, povrchní společnost ztratila dřívější přitažlivost a jeho tvorba získala hlubší filozofický a psychologický rozměr. Ze třiceti Lermontovových poem je jich osm spjato s kavkazským prostředím. Svědčí o tom poemy Démon a Novic (Мцыри) a báseň Myšlenka (Дума), které patří vrcholům jeho básnické tvorby. V roce 1840 byly zahrnuty do jediného knižního vydání básní, které vyšly za Lermontovova života.
Už během prvního kavkazského pobytu napsal několik samostatných příběhů, které později zkompletoval a doplnil o nové kapitoly. Román Hrdina naší doby vyšel ve stejném roce a první vydání bylo rychle vyprodáno. Bezprostředně následovalo nové vydání, v jehož předmluvě Lermontov reagoval na nepřátelskou kritiku. Nastínil hlavní myšlenku románu, kterou byl pohled na podstatné stránky ruské společnosti a její vliv na současnou generaci, Věřil v houževnatost ruského národa, ale byl přesvědčen, že musí přijít očistná bouře, aby se změnil jeho osud. Dílo patří ke klasické ruské literatuře 19. století a je charakterizováno jako novela psychologického realismu. Skládá se z pěti oddělených příběhů, jejichž spojovacím prvkem je společný hrdina Grigorij Pečorin, který je mladý, inteligentní, ale cítí se zbytečný (literární typ tzv. zbytečného člověka). Kniha zahrnuje tři, chronologicky na sebe nenavazující vypravěčské linie.
Lermontovova největší báseň Démon (1841) je o andělovi, který se zamiluje do smrtelnice Tamary. Příběh obměňuje starou gruzínskou legendu. Je symbolem zápasu člověka usilujícího o přeměnu božských zákonů. Zde se odráží básníkovo sebeposouzení jako démonického stvoření. Melancholický Démon, který byl vyvržen z Ráje, putuje po Zemi v naději, že opět nalezne klid. V noci navštíví Tamaru, ale jeho polibek ji zabije jako smrtící jed. Démon proklíná své sny o lepším životě. Lermontov napsal koncept této melancholické a sebe kritizující básně už ve svých 14 letech a pracoval na ní téměř celý svůj tvůrčí život. Od roku 1829 prošla osmi úpravami.

## Bibliografie

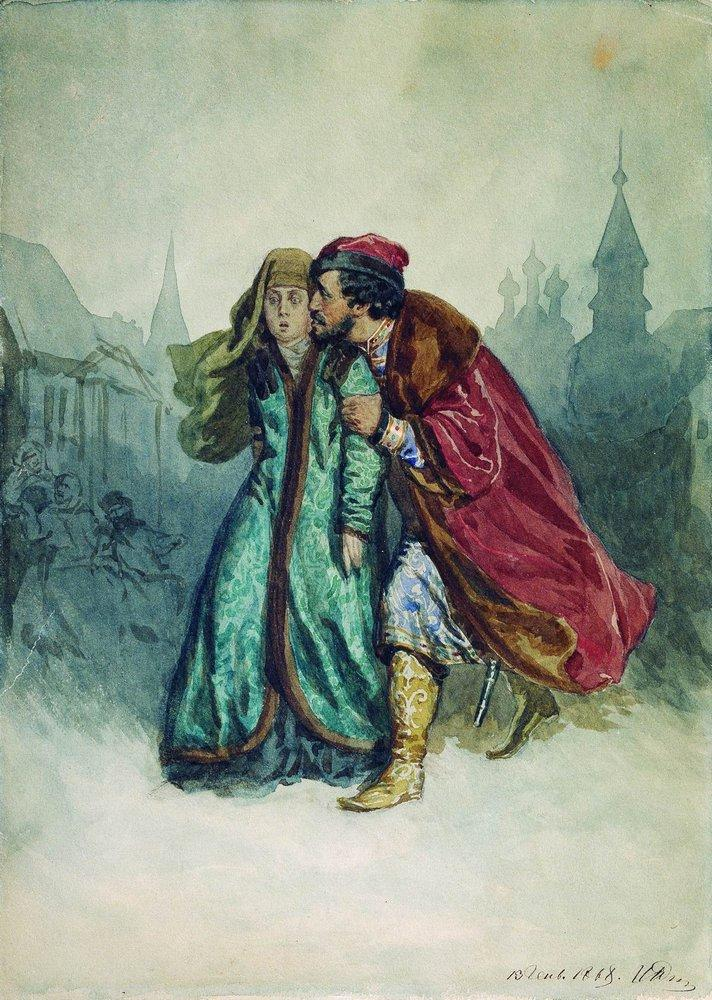
Repinova ilustrace k Lermontově poémě Píseň o caru Ivanu Vasiljeviči, mladém gardistovi a smělém kupci Kalašnikovu.

## Česká vydání

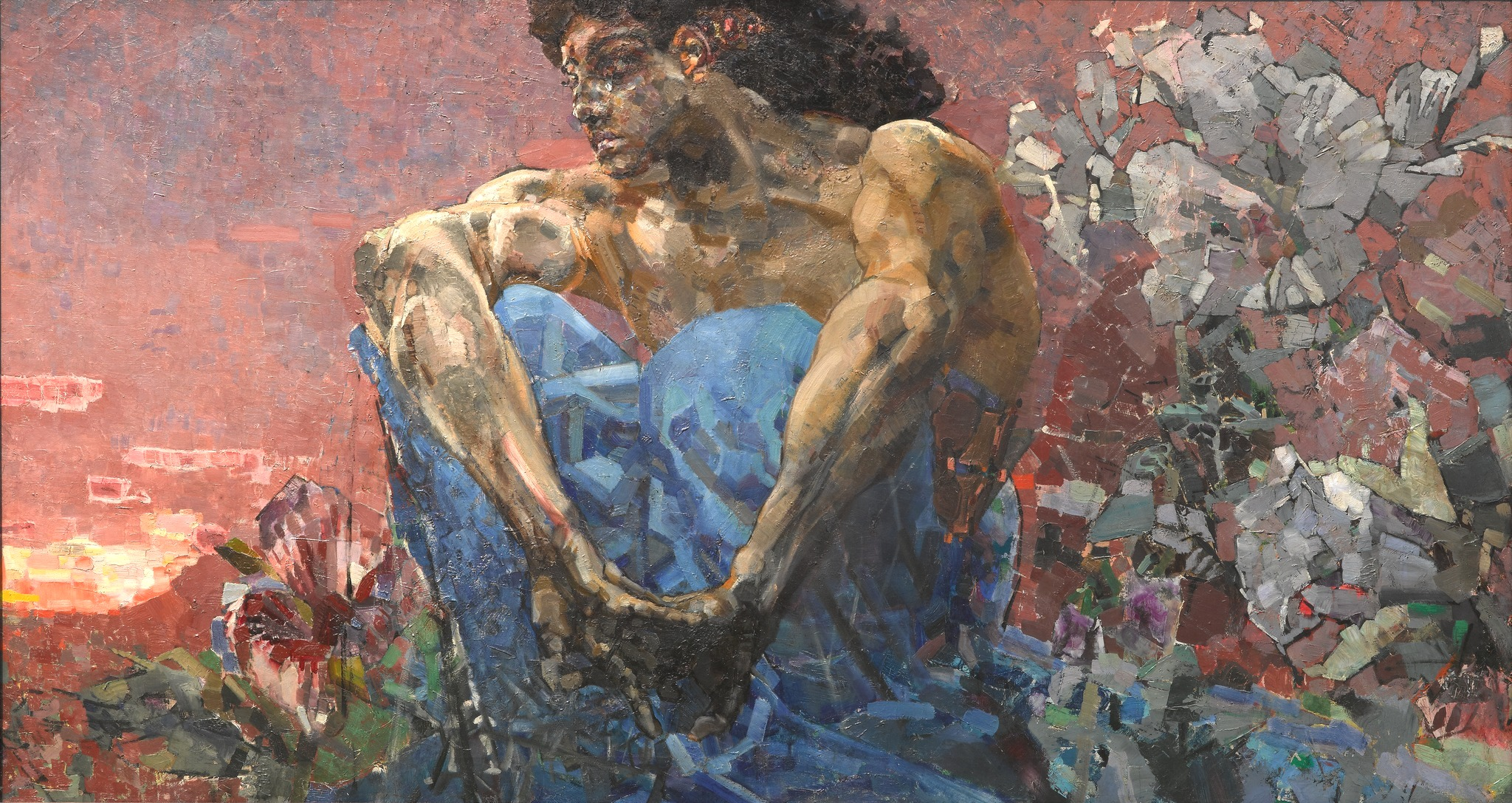
Vrubelova ilustrace k Lermontově poemě Démon.

- Básně I., Eduard Grégr, Praha 1872, přeložil A. Durdík,
- Básně II., Eduard Grégr, Praha 1874, přeložil A. Durdík,
- Hrdina naší doby, Jan Otto, Praha 1879, přeložil Jan Žebro, znovu 1915.
- Básně I. (1828–1832), Jan Otto, Praha 1892, přeložil František Táborský,
- Bela, Zdeněk V. Tobolka, Praha 1893, přeložil Zdeněk V. Tobolka,
- Básně II. (1833–1837), Jan Otto, Praha 1895, přeložil František Táborský,
- Démon, Svaz českoslovanského studentstva, Praha 1906, přeložil F. Hais,
- Hrdina naší doby, Jan Otto, Praha 1911, přeložil Čestmír Stehlík, znovu 1925.
- Fatalista, Josef R. Vilímek, Praha 1912, přeložil Vladimír Feršman,
- Ašik-Kerib, Josef Springer, Praha 1913, přeložil Jan Beneš,
- Básně, Jan Otto, Praha 1916, přeložil František Tropp,
- Dvojí dobrodružství, E. Šolc, Praha 1916, přeložil Stanislav Minařík, obsahuje Tamaň a Fatalista,
- Básně III. (1838–1841), Jan Otto, Praha 1918, přeložil František Táborský,
- Vadím, Obrození, Praha 1924, přeložil V. Urban,
- Maškarní ples, Jan Otto, Praha 1929, přeložil František Táborský,
- Ašik-Kerib, Spolek Radhošť, Praha 1931, přeložil František Táborský,
- Démon, Melantrich, Praha 1939, přeložil Josef Hora, znovu SNKLHU, Praha 1954 a Odeon, Praha 1972.
- Novic, František Borový, Praha 1940, přeložil Vladimír Holan,
- Démonova přísaha Tamaře, Otto Girgal, Praha 1940, přeložil Josef Hora,
- Píseň o caru Ivanu Vasiljeviči, mladém gardistovi a smělém kupci Kalašnikovu, Evropský literární klub, Praha 1941, přeložil Bohumil Mathesius, znovu Mladá fronta, Praha 1951.
- Bratr smutek (vybrané spisy, sv. 1), Melantrich, Praha 1941, přeložili Josef Hora, Marie Marčanová a Bohumil Mathesius,
- Dobrodružství Grigorije Alexandroviče Pečorina (vybrané spisy, sv. 2), Melantrich, Praha 1941, přeložili Ivan Hálek a Bohuslav Ilek,
- U hraběnky V. byl hudební večírek ..., Josef R. Vilímek, Praha 1941, přeložila Anna Zahradníčková,
- Kozácká ukolébavka, Vladimír Pour, Praha 1941, přeložil Bohumil Mathesius,
- Borodino, Vladimír Pour, Praha 1941, přeložil Bohumil Mathesius,
- Poemy (vybrané spisy, sv. 3), Melantrich, Praha 1945, přeložili Vladimír Holan, Josef Hora, Marie Marčanová, Bohumil Mathesius a Jiří Víška,
- Dopisy, V. Šmidt, Praha 1946, přeložil Jaroslav Teichman,
- Lyrika, Svoboda, Praha 1948, přeložil Petr Křička,
- Výbor z díla I. – Lyrika a poemy, Svoboda, Praha 1951, přeložil Emanuel Frynta, Vladimír Holan, Josef Hora, Petr Křička, Marie Marčanová, Bohumil Mathesius, Jaroslav Teichman, Jiří Víška a Zdenka Vovsová, obsahuje básníkovu lyriku a poemy Píseň o caru Ivanu Vasiljeviči, mladém gardistovi a smělém kupci Kalašnikovu, Bojar Orša, Paní důchodní z Tambova, Novic a Démon.
- Výbor z díla II. – Kněžna Ligovská, Hrdina naší doby, Maškaráda, Svoboda, Praha 1951, přeložil Emanuel Frynta, Ivan Hálek, Bohuslav Ilek a Zdenka Vovsová,
- Maškaráda, Osvěta, Praha 1952, přeložil Emanuel Frynta, znovu Orbis, Praha 1963 a DILIA, Praha 1970.
- Dva bratři, ČLDJ, Praha 1953, přeložil Jiří Míka, znovu DILIA, Praha 1954.
- Hrdina naší doby, Mladá fronta, Praha 1955, přeložili Bohuslav Ilek a Zdenka Bergrová, znovu SNKLU, Praha 1966 a Odeon, Praha 1983.
- Básně, SNDK, Praha 1956, přeložili Emanuel Frynta, Josef Hora, Petr Křička, Bohumil Mathesius a Zdenka Vovsová,
- Jak volný vítr, Naše vojsko, Praha 1957, přeložili Petr Křička, Josef Hora, Jaroslav Teichman a Bohumil Mathesius,
- Deset ruských novel 19. století, Československý spisovatel, Praha 1960, obsahuje mimo jiné také Tamaň (překlad Bohuslav Ilek),
- Samota a láska, SNKLU, Praha 1964, přeložili Emanuel Frynta, Josef Hora a Marie Marčanová,
- Proměny démona, Československý spisovatel, Praha 1967, přeložili Zdenka Bergrová a další,
- Maškaráda, Dva bratři, Odeon, Praha 1971, přeložili Emanuel Frynta a Zdenka Bergrová,
- Stesk rozumu, Lidové nakladatelství, Praha 1976, přeložili Zdenka Bergrová, Marie Marčanová a další,
- Z plamene a jasu, Odeon, Praha 1978 přeložili Zdenka Bergrová, Josef Hora, Emanuel Frynta, Marie Marčanová, Petr Křička, Hana Vrbová a Miloš Matula,
- Strážný zvon, Albatros, Praha 1979, přeložila Hana Vrbová,
- Bludný kruh, Astra, Praha 1991, přeložila Zdenka Bergrová.
- Démon, Československý spisovatel, Praha 2012, přeložil Milan Dvořák.

## Galerie
Obrazy a kresby namalované Michailem Lermontovem:

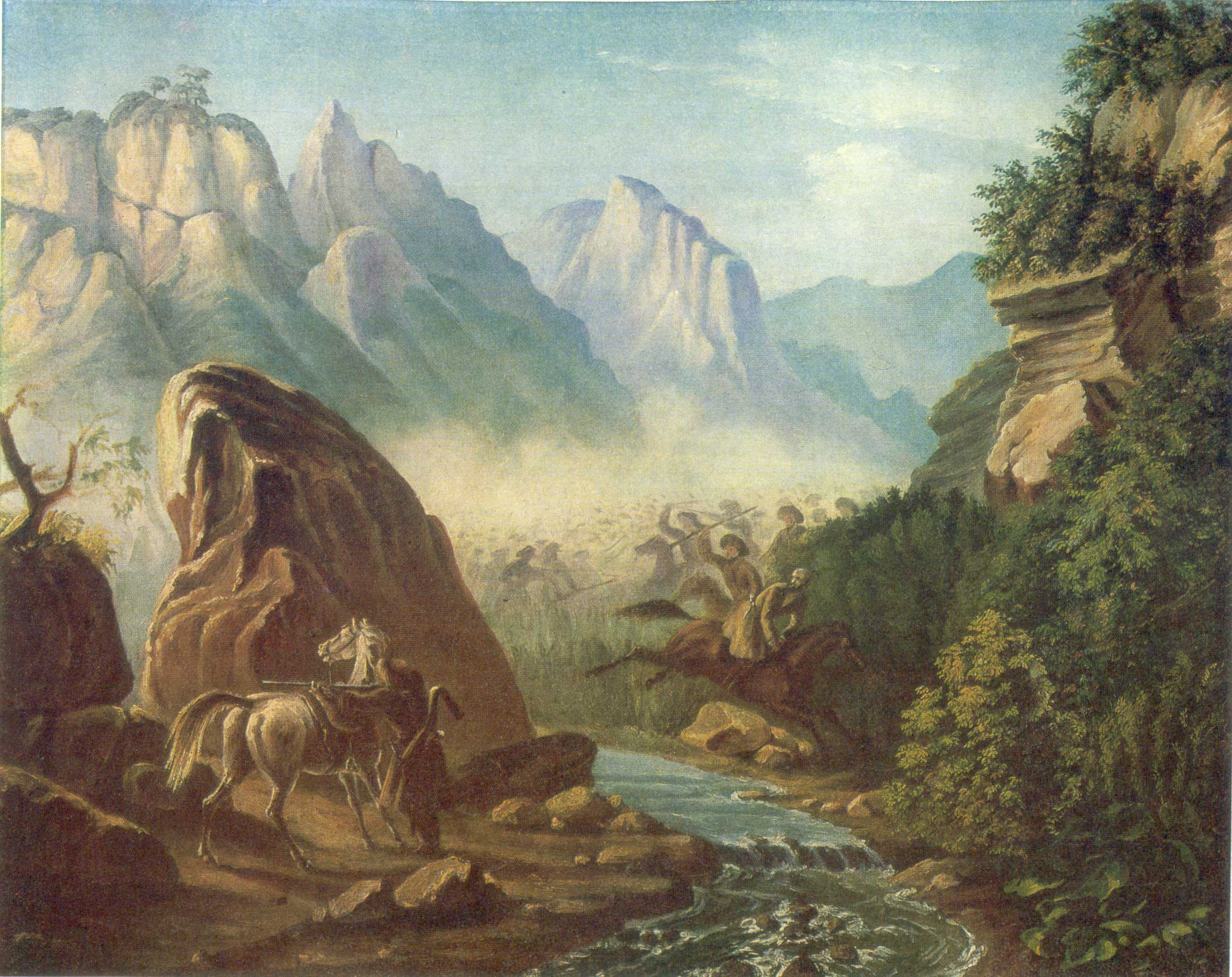
Přestřelka v dagestánských horách (1840)
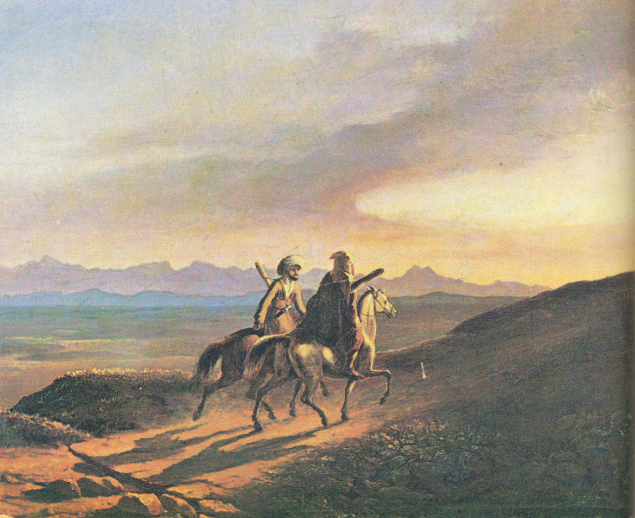
Vzpomínka na Kavkaz (kolem 1838)
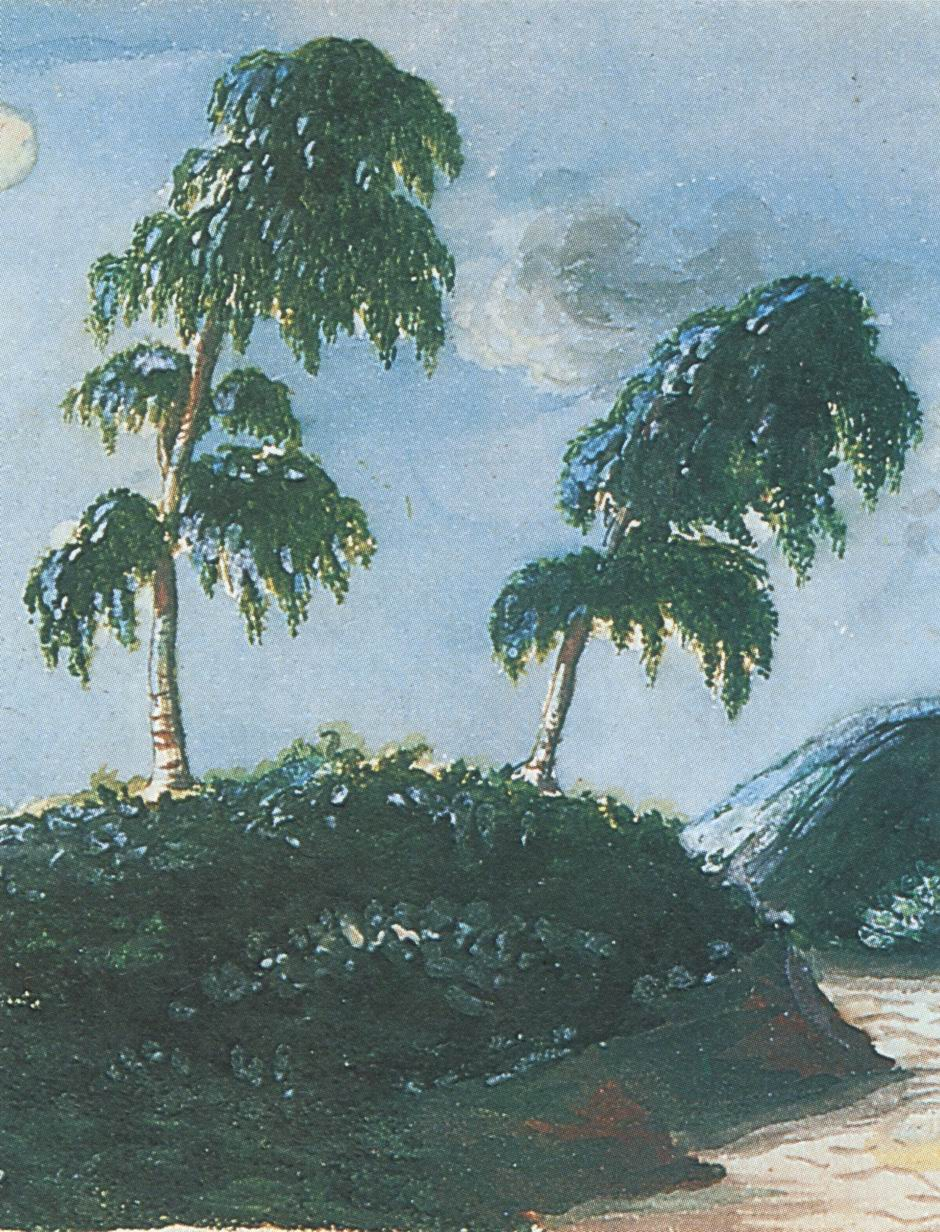
krajina s dvěma břízkami (1820)
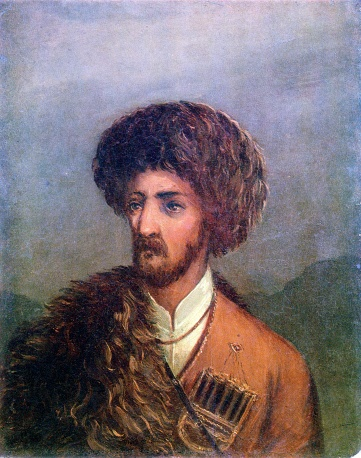
Čerkes
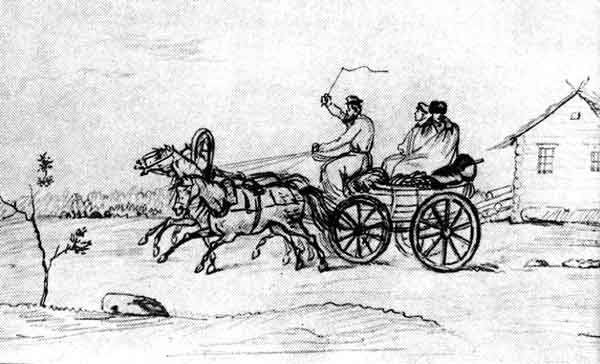
Trojka (kolem 1833)
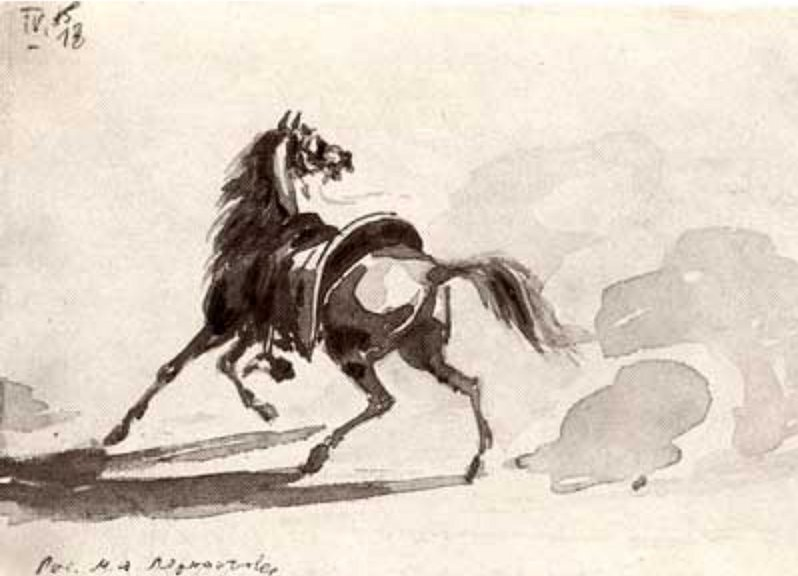
Osedlaný kůň (1830)
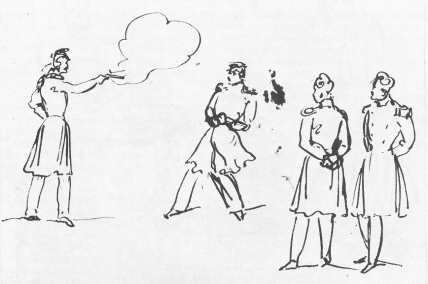
Souboj (1832–1834)